# Ochnia
Ochnia – rzeka, lewy dopływ Bzury o długości 49,42 km i powierzchni dorzecza 578 km². 
Rzeka wypływa na wysokości 128 m n.p.m. między jeziorami chodeckimi i Chodczem na zachodzie a jeziorami lubieńskimi i Lubieniem Kujawskim na wschodzie. Płynie przez południową część Pojezierza Kujawskiego, Wysoczyznę Kłodawską i Równinę Kutnowską, w województwie kujawsko-pomorskim i łódzkim. Przepływa przez Kutno. Do Bzury uchodzi poniżej wsi Łęki Kościelne. Jej dopływami są m.in. Lubienka, Głogowianka, (lewe) i Miłonka (prawy).